# 沙兰德
沙兰德，是匈牙利豪伊杜-比豪尔州所辖的一个村。总面积22.68平方公里，总人口2317，人口密度102.2人/平方公里（2011年1月1日）。